# Zatyle (województwo lubelskie)
Zatyle – wieś w Polsce położona w województwie lubelskim, w powiecie tomaszowskim, w gminie Lubycza Królewska.
W latach 1975–1998 miejscowość administracyjnie należała do ówczesnego województwa zamojskiego.
Wieś jest sołectwem w gminie Lubycza Królewska. Według Narodowego Spisu Powszechnego Ludności i Mieszkań z roku 2011 wieś miała 299 mieszkańców.
16 czerwca 1944 roku w okolicach Zatyla sotnia Ukraińskiej Powstańczej Armii napadła na pociąg osobowy relacji Bełżec-Rawa Ruska, mordując ok. 70 Polaków. 
Wierni Kościoła rzymskokatolickiego należą do parafii pod wezwaniem Matki Bożej Różańcowej w Lubyczy Królewskiej.